# 新拉克斯科耶區

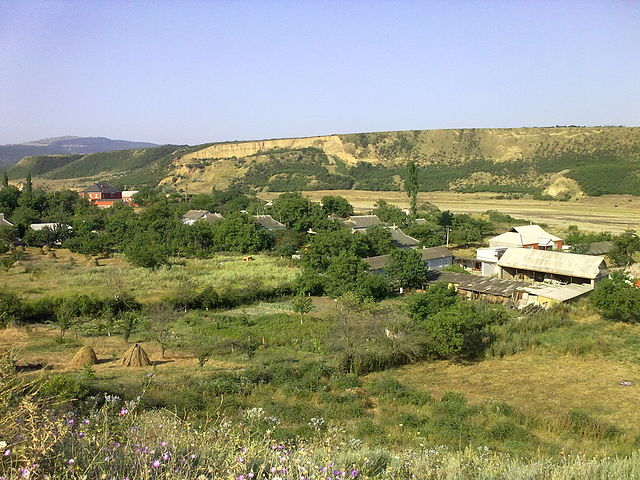

43°07′N 46°29′E / 43.117°N 46.483°E
新拉克斯科耶區（俄语：Новолакский район），是俄羅斯的一個區，位於該國西南部，由達吉斯坦共和國負責管轄，面積218.2平方公里，2010年人口28,556，人口密度每平方公里130.87人。